# Guddewadi, Afzalpur
Guddewadi là một làng thuộc tehsil Afzalpur, huyện Gulbarga, bang Karnataka, Ấn Độ.